# Canton de Beaurepaire-en-Bresse

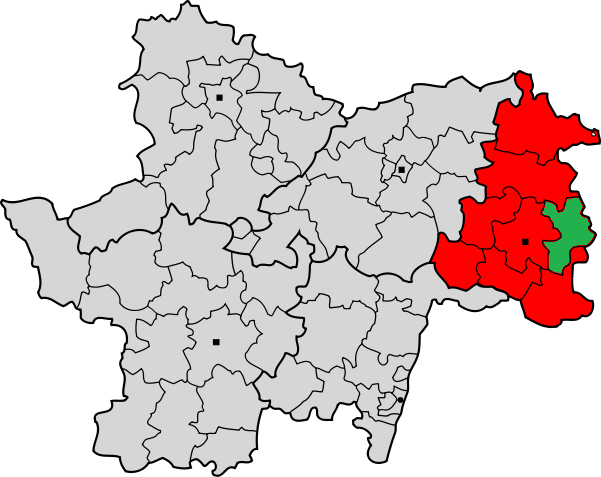

Le canton de Beaurepaire-en-Bresse est une ancienne division administrative française située dans le département de Saône-et-Loire et la région Bourgogne-Franche-Comté.

## Géographie
Ce canton était organisé autour de Beaurepaire-en-Bresse dans l'arrondissement de Louhans. Son altitude variait de 179 m (Montcony) à 223 m (Savigny-en-Revermont).

## Histoire
- De 1833 à 1848, les cantons de Beaurepaire et de Cuiseaux avaient le même conseiller général. Le nombre de conseillers généraux était limité à 30 par département[1].

## Représentation

### Conseillers d'arrondissement (de 1833 à 1940)
| Période                                  | Période | Identité                                                            | Étiquette           | Qualité |
| ---------------------------------------- | ------- | ------------------------------------------------------------------- | ------------------- | --- |
| 1833                                     | 1839    | baron Benoît-Marie-Louis-Alceste Chapuys de Montlaville (1800-1868) | Gauche              | Maire de Chardonnay, député (1833-1848), sénateur (1853-1858)                                               |
| 1839                                     | 1848    | M. Fournier                                                         |                     | Chirurgien, propriétaire à Savigny-en-Revermont                                                             |
| 1848                                     | 1852    | Claude Vittaut                                                      |                     | Maire du Fay                                                                                                |
| 1852                                     | 1858    | François-Félix Guigot                                               |                     | Propriétaire à Louhans, ancien garde général                                                                |
| 1858                                     | 1864    | Désiré Desrat                                                       |                     | Propriétaire à Savigny-en-Revermont                                                                         |
| 1864                                     | 1870    | Comte Georges Gaspard de Beaurepaire                                | Candidat recommandé | Capitaine de cavalerie                                                                                      |
| 1870                                     | 1871    | Pierre Vincent                                                      |                     | Maire de Sagy                                                                                               |
| 1871                                     | 1874    | Claude-Marie Couillerot                                             |                     | Notaire à Beaurepaire-en-Bresse                                                                             |
| 1874                                     | 1880    | Gaspard Jehannin (1807-1890)                                        | Conservateur        | Notaire, maire de Sagy, Président du Conseil d'arrondissement                                               |
| 1886                                     | 1910    | Jean-Claude Cahuet                                                  | Républicain radical | Propriétaire à Montcony                                                                                     |
| 1910                                     | 1933    | Théodore Passot                                                     | Radical             | Propriétaire et hongreur à Beaurepaire-en-Bresse                                                            |
| 1933                                     | 1940    | Louis-Auguste Couriot                                               | Rad.ind.            | Directeur d'école, maire de Sagy                                                                            |
| 1940                                     |         |                                                                     |                     | Les conseils d'arrondissement ont été suspendus par la loi du 12 octobre 1940 et n'ont jamais été réactivés |
| Les données manquantes sont à compléter. |         |                                                                     |                     | |

### Conseillers généraux de 1833 à 2015
| Période      | Période           | Identité                                        | Étiquette                 | Qualité |
| ------------ | ----------------- | ----------------------------------------------- | ------------------------- | --- |
| 1833         | 1842              | Pierre Ambroise Puvis de Chavannes (1780-1861)  | Constitutionnel           | Propriétaire à Marciat (Les Charmeilles) Maire de Joudes                                                         |
| 1842         | 1842 (démission)  | Benoît Baron Chapuys de Montlaville (1800-1868) | Opposition antidynastique | Sénateur (1834-1848), maire de Chardonnay, ancien conseiller d'arrondissement Elu dans le Canton de Lugny        |
| 1842         | 1845              | Pierre Ambroise Puvis de Chavannes (1780-1861)  |                           | Propriétaire à Marciat (Les Charmeilles) Maire de Joudes                                                         |
| 1845         | 1848              | Jacques Henri Rojat                             |                           | Notaire, percepteur, maire de Cuiseaux                                                                           |
| 1848         | 1871              | Marquis Henri de Beaurepaire                    |                           | Maire de Beaurepaire                                                                                             |
| 1871         | 1873 (démission)  | Pierre Vincent                                  |                           | Maire de Sagy, conseiller d'arrondissement                                                                       |
| 1873         | 1874 (annulation) | Comte Paul Mareschal de Longeville de la Rodde  |                           | Maire de Montcony (1865-1896)                                                                                    |
| 1874         | 1887              | Charles Guillemaut                              | Républicain               | Général de brigade Député (1871-1876) - Sénateur (1876-1886)                                                     |
| 1887         | 1932 (décès)      | Claude-Théodore Petitjean                       | Rad.                      | Enseignant puis percepteur à Fourmies puis à Dijon Sénateur (1924-1932) Président du Conseil Général (1929-1932) |
| 1933         | 1940              | Théodore Passot                                 | Rad.                      | Hongreur à Beaurepaire-en-Bresse, conseiller d'arrondissement                                                    |
|              |                   |                                                 |                           | |
| 1942         | 1945              | Louis-Auguste Couriot                           | Rad.ind                   | Directeur d'école publique Conseiller d'arrondissement, maire de Sagy Nommé conseiller départemental en 1942     |
|              |                   |                                                 |                           | |
| 1945         | 1969 (décès)      | Jules Petitjean                                 | Rad.                      | Propriétaire Préfet honoraire Maire de Saillenard Président du Conseil général (1951-1952)                       |
| 23 mars 1969 | 1973              | Raymond Bassot                                  | RI                        | Maire de Beaurepaire-en-Bresse (1965-1995)                                                                       |
| 1973         | 1992              | Robert Petit                                    | PS                        | Ancien résistant, maire de Sagy (1973-1991)                                                                      |
| 1992         | 2004              | Philippe Routhier                               | UDF                       | Chef d'entreprise Maire de Savigny-en-Revermont (1989-2020)                                                      |
| 2004         | 2011              | Michel Coulon                                   | PS                        | Enseignant, Le Fay                                                                                               |
| 2011         | 2015              | Martine Chevallier-Guidat                       | UMP                       | Maire de Beaurepaire-en-Bresse depuis 2008                                                                       |

## Composition
Le canton de Beaurepaire-en-Bresse comprenait 7 communes et comptait 4 018 habitants (recensement de 1999 sans doubles comptes).
| Communes              | Population (2012) | Code postal | Code Insee |
| --------------------- | ----------------- | ----------- | ---------- |
| Beaurepaire-en-Bresse | 515               | 71580       | 71027      |
| Le Fay                | 541               | 71580       | 71196      |
| Montcony              | 225               | 71500       | 71311      |
| Sagy                  | 1 109             | 71580       | 71379      |
| Saillenard            | 561               | 71580       | 71380      |
| Saint-Martin-du-Mont  | 146               | 71580       | 71454      |
| Savigny-en-Revermont  | 921               | 71580       | 71506      |

## Démographie
| 1962  | 1968  | 1975  | 1982  | 1990  | 1999  | 2007  | 2009 |
| ----- | ----- | ----- | ----- | ----- | ----- | ----- | ---- |
| 4 233 | 4 879 | 4 286 | 4 229 | 4 131 | 4 018 | 4 634 | -    |